# Zealaranea
Zealaranea – rodzaj pająków z rodziny krzyżakowatych (Araneidae). Wszystkie gatunki tego rodzaju występują w Nowej Zelandii.

## Systematyka
Takson opisali w 1988 roku David J. Court i Raymond Robert Forster.

### Podział systematyczny
Do rodzaju tego należą cztery opisane gatunki:
- Zealaranea crassa (Walckenaer, 1841)
- Zealaranea prina Court & Forster, 1988
- Zealaranea saxitalis (Urquhart, 1887)
- Zealaranea trinotata (Urquhart, 1890)